# Nils Åström
Nils Åström, född 23 maj 1809 i Sundsvall, död 4 december 1871, var en svensk grosshandlare.

## Biografi
Åström föddes som son till Lars Åström och Anna Stina Sjödahl. Han anställdes tidigt på Wifstavarfs AB som inspektor. Han kapade sedan ett eget företag där han ägnade sig åt trävaruexport. Efter att ha bott i Skön ett tag flyttade han in till centrala Sundsvall.
Åström invaldes 1864 i Sundsvalls Enskilda Banks första styrelse. Förutom detta var han även i styrelsen för Filialbanken och var styrelsemedlem i Sundsvalls sparbank åren 1850-1852. Han satt i stadsfullmäktige 1863–1871.